# Acroceratitis bilineata
Acroceratitis bilineata es una especie de insecto del género Acroceratitis de la familia Tephritidae del orden Diptera.

## Historia
Meijere la describió científicamente por primera vez en el año 1914.